# Coliadinae

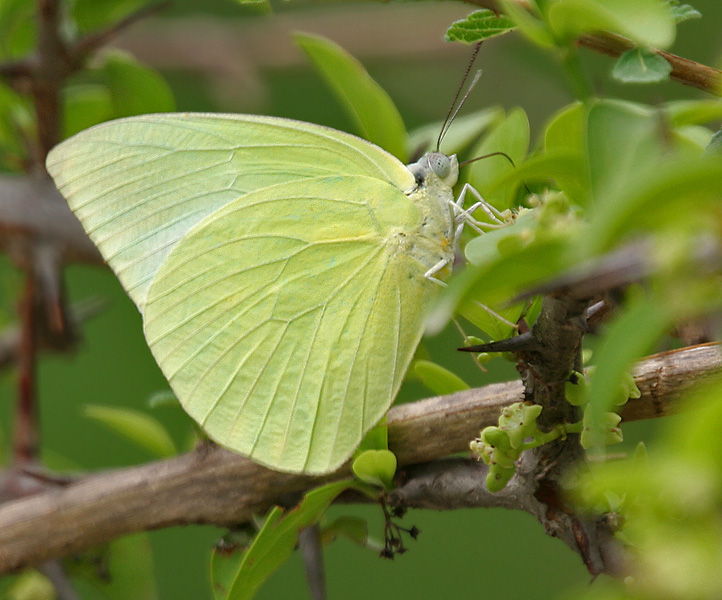
Specia Catopsilia pomona în Keesara, India.

Coliadinae, fluturii galbeni, reprezintă o subfamilie de fluturi din familia Pieridae ce conține aproximaiv 300 de specii descrise.
36 de specii se găsesc în America de Nord, din Mexic până în Canada. În general, speciile prezintă dimorfism sexual. 

## Taxonomie
Subfamilia Coliadinae poate fi aranjată în 3 triburi și o linie bazală, plus un gen cu loc necunoscut. Mai jos sunt listate genurile în ordine posibilă filogenetică, de la cele mai vechi până la cele mai noi:
Linia de bază
- Kricogonia Reakirt, 1863
- Nathalis Boisduval, [1836]

Euremini
- Terias Swainson, 1821
- Pyrisitia Butler, 1870
- Abaeis Hübner, [1819]
- Eurema Hübner, [1819]
- Leucidia Doubleday, [1847]
- Teriocolias Roeber 1909

Goniopterygini
- Dercas Doubleday, [1847]
- Gonepteryx Leach, [1815]

Coliadini
- Catopsilia Hübner, [1819]
- Colias Fabricius, 1807
- Zerene Hübner, [1819]
  - Zerene eurydice
- Anteos Hübner, [1819]
- Aphrissa Butler, 1873
- Phoebis Hübner, [1819]
  - Phoebis sennae
  - Phoebis avellaneda
- Prestonia Schaus, 1920
  - Prestonia clarki Schaus, 1920
- Rhabdodryas Godman & Salvin, [1889]
  - Rhabdodryas trite (Linnaeus, 1758)

Incertae sedis
- Gandaca Moore, [1906]
  - Gandaca harina (Horsfield, [1829])